# NutriAsia
Nutri-Asia, Inc. (mais conhecido como NutriAsia) é uma empresa multinacional de alimentos filipina sediada em Taguig. É uma das principais empresas de condimentos nas Filipinas.
A empresa foi fundada em 1 de outubro de 1991 por Joselito D. Campos Jr., o filho mais velho do fundador da Unilab, Jose Yao Campos.

## História
Joselito D. Campos Jr. fundou a Enriton Natural Foods, Inc. em 1991, com a Nelicom como sua única marca. Mais tarde naquele ano, a Enriton adquire a Jufran e a Mafran, ao mesmo tempo em que firma uma joint venture com a Acres & Acres. A joint venture seria então chamada de Southeast Asia Food, Inc. (SAFI). Em 1996, a SAFI adquire a Universal Foods Corporation (UFC) e estabelece a holding NutriAsia, Inc. para a aquisição.
Em 2001, a NutriAsia fez uma parceria com a empresa americana H.J. Heinz Company (agora Kraft Heinz) para formar a joint venture Heinz-UFC Philippines, Inc., que operou até 2006.
Em 2006, a empresa adquiriu a participação de 50% da Heinz na joint venture e seria renomeada como UFC Philippines, Inc.
Em 2009, as subsidiárias da empresa incluem Southeast Asia Food, Inc. (SAFI) e UFC Philippines, Inc. foram absorvidas pela holding NutriAsia, Inc.
Em 2014, a NutriAsia adquiriu a Silver Swan Manufacturing Company, Inc. da família Suan e, mais tarde, renomeou a empresa como First PGMC Enterprises, Inc.

## Marcas
- Alcopro
- Amihan
- Big2
- Datu Puti
- Golden Fiesta
- Jufran
- Locally
- Mafran
- Mang Tomas
- Nelicom
- Papa
- Silver Swan
- UFC

## Subsidiárias

### Atual
- Nutri-Asia, Inc.
  - First PGMC Enterprises, Inc.
  - Del Monte Pacific Limited
    - Del Monte Philippines, Inc.
      - Del Monte Vinamilk Dairy Philippines, Inc. (joint venture com Vinamilk)

    - Del Monte Foods, Inc.

### Antigo
- Heinz-UFC Philippines, Inc. (joint venture com H.J. Heinz Company)
- UFC Philippines, Inc.
- Southeast Asia Food, Inc.